# Габорак Олег Васильович
Оле́г Васи́льович Габора́к (нар. 24 червня 1997, Шешори — пом. 11 грудня 2015) — український військовик, солдат Збройних сил України, учасник російсько-української війни.

## Життєпис
Народився 1997 року в селі Шешори Косівського району, 2002-го батьки розлучилися, виховувався матір'ю. 2005 року мати розписалася із Сергієм Чекановим, проживали в Рудні-Димерській. Ходив до школи в Катюжанку, 8 і 9 класи навчався в Сукачах, куди родина переїхала на проживання. Закінчив школу, вступив у ВПТУ в Катюжанці, здобув спеціальність — адміністратор, оператор комп'ютерного набору. Після 2-го курсу на канікулах підробляв у ресторанах барменом та офіціантом; проживав у смт Іванків.
У серпні 2014 року поїхав у Київ, до кінця грудня був волонтером в «Інфоцентрі Майдану», записувався в добровольчі батальйони, але мама просила, щоб не брали — бо йому не було 18 років. У січні 2015 Олегу вдалося записатися до батальйону «Свята Марія», на Вирлиці перебував до літа — поки йому не виповнилося 18 років.
Солдат окремої зведеної штурмової роти «Карпатська Січ», 93-тя окрема механізована бригада, начальник електростанції; на початку грудня перевівся в групу швидкого реагування.
11 грудня 2015 року загинув близько 14-ї години поблизу селища Піски Ясинуватського району внаслідок обстрілу терористами з протитанкового гранатомета, ще один боєць «Карпатської Січі» зазнав поранення.
Без Олега лишилися мама Світлана Чеканова-Губер, вітчим, старший брат Назар.
Похований у смт. Іванків.

## Нагороди та вшанування
За особисту мужність, сумлінне та бездоганне служіння Українському народові, зразкове виконання військового обов'язку відзначений — нагороджений
- орденом «За мужність» ІІІ ступеня (25.11.2016, посмертно)[1]
- 9 грудня 2016 року на фасаді Катюжанського ВПТУ відкрито меморіальні дошки на честь випускників училища Олега Габорака та Євгена Єрмакова.

Нагороджений відзнакою Громадської Спілки "Всеукраїнське об'єднання «Ми українці» орденом «Хрест Героя» (посмертно).
Вшановується в меморіальному комплексі «Зала пам'яті», в щоденному ранковому церемоніалі 11 грудня.